# 新潟県道279号椎谷礼拝停車場線
新潟県道279号椎谷礼拝停車場線（にいがたけんどう279ごう しいやらいはいていしゃじょうせん）は、新潟県柏崎市内を通る一般県道である。

## 概要

### 路線データ
- 起点：新潟県柏崎市大字椎谷字上町（国道352号・国道402号・国道460号交点）
- 終点：礼拝停車場（新潟県柏崎市西山町礼拝字前田）

## 地理

### 通過する自治体
- 新潟県柏崎市

### 接続する道路
- 国道352号・国道402号・国道460号（北陸道）（起点：柏崎市大字椎谷字上町）（「国道352号」・「国道402号」・「国道460号」重複区間）
- 新潟県道373号向山西山停車場線（柏崎市西山町鎌田地内で重複）
- 柏崎市道（終点：柏崎市西山町礼拝字前田、「礼拝駅」前）

### 周辺
- JR越後線 礼拝駅
- 柏崎市役所 西山町事務所（旧・西山町役場）
- 柏崎市立西山中学校
- 柏崎市立高浜小学校
- JA柏崎 西山支店
- 礼拝郵便局
- 椎谷簡易郵便局
- 永井コンクリート工業 本社・礼拝工場
- 北越ダスキン協栄工場（ダスキン協力会社。資本関係はない。）
- 観音岬
- 椎谷観音堂
- 二田物部神社礼拝所